# 옐렉트로고르스크

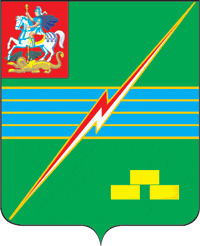
시 문장

옐렉트로고르스크(러시아어: Электрого́рск)는 러시아 모스크바주 동부에 위치한 도시로, 인구는 20,353명(2002년 기준)이다. 모스크바(러시아의 수도이며 모스크바 주의 주도이기도 함)에서 동쪽으로 88km 정도 떨어진 곳에 위치한다. 1912년 이탄 화력 발전소가 준공되면서 신설되었으며 1946년 시로 승격되었다. 도시 이름은 러시아어로 "전기의 도시"를 뜻한다.